# Vulnerabilidad
La vulnerabilidad es la susceptibilidad de ser atacado o herido, ya sea física o moralmente. El concepto puede aplicarse a una persona o a un grupo social según su capacidad para prevenir, resistir y sobreponerse de un impacto o acontecimiento.

## Vulnerabilidad social
Según las investigaciones de Cruz Roja Española, tiene dos componentes explicativos. Por una parte, la inseguridad y la indefensión que experimentan las comunidades, grupos, familias e individuos en sus condiciones de vida a consecuencia del impacto provocado por algún tipo de evento natural, económico y social de carácter traumático. Por otra, el manejo de recursos y las estrategias que utilizan las comunidades, grupos, familias y personas para afrontar sus efectos.

### Indicador global de vulnerabilidad
Cruz Roja calcula anualmente el Indicador Global de Vulnerabilidad. Para ello emplea el Cuestionario Social, que se administra a cada persona que acude a los programas de Intervención Social de Cruz Roja. El Cuestionario recoge información acerca de cinco ámbitos: Económico, Social, Familiar, Vivienda/Ambiental y Personal. Dentro de cada uno de ellos se formulan preguntas de naturaleza dicotómica, que recogen la presencia o ausencia de aspectos o factores potenciales de riesgo causantes de la de vulnerabilidad social. 
El indicador global de vulnerabilidad es la media aritmética de los indicadores individuales de las personas atendidas por Cruz Roja, según su último Cuestionario Social. Se divide en las siguientes categorías: “moderado”, "medio", “alto”, “muy alto” y “extremo”.

### En demografía
Durante el periodo 199 estudios tanto de carácter teórico como de investigación aplicada en el cual se trató de lograr varias aproximaciones al término de "vulnerabilidad", como al término vulnerabilidad con adjetivos, principalmente "vulnerabilidad social" y "vulnerabilidad socio demográfica".
Y aunque con posterioridad se ha seguido usando el término "vulnerabilidad", dentro de los documentos de la CEPAL han desaparecido casi totalmente las menciones a los conceptos de "vulnerabilidad social" y "vulnerabilidad sociodemográfico". Es la incapacidad  de resistencia cuando se presenta un fenómeno amenazante ,o la incapacidad para reponerse después  de que ha ocurrido un desastre.

## En bridge
Dícese en el juego de bridge de la condición en que se encuentra una pareja, dependiendo de si ha ganado una manga (vulnerable) o no lo ha hecho (no vulnerable).